# Love Will Tear Us Apart (film, 1999)
Pour les articles homonymes, voir Love Will Tear Us Apart.
Pour plus de détails, voir Fiche technique et Distribution.
Love Will Tear Us Apart (天上人間, Tiānshàng rénjiān) est un film hongkongais réalisé par Yu Lik-wai, sorti en 1999.

## Synopsis
Les destins croisés de plusieurs personnages dans le Hong Kong d'aujourd'hui. L'un vend des films pornographiques dans un magasin crasseux, un autre répare des ascenseurs à défaut de réparer sa vie sentimentale, une jeune femme venue du Nord survit en se prostituant, tandis qu'une autre, plus âgée et estropiée, passe ses journées à guider les gens dans un ascenseur, d'étage à étage...

## Fiche technique
- Titre : Love Will Tear Us Apart
- Titre original : 天上人間, Tiānshàng rénjiān
- Réalisation et scénario : Yu Lik-wai
- Production : Stanley Kwan et Tony Leung Ka-fai
- Musique : Inconnu
- Photographie : Andrew Lau
- Montage : Keung Chow
- Décors : Albert Poon
- Pays d'origine : Hong Kong
- Format : Couleurs - 1,85:1 - Dolby Digital - 35 mm
- Genre : Drame
- Durée : 114 minutes
- Dates de sortie : 17 mai 1999 (festival de Cannes), 27 mai 1999 (Hong Kong), 2 août 2000 (France)

## Distribution
- Tony Leung Ka-fai : Jian
- Lü Liping : Yan
- Ning Wong : Ying
- Rolf Chow : Chun

## Distinctions
- Festival international du film de Hong Kong 1999 : Prix FIPRESCI
- Festival international du film de Stockholm 1999 : Prix de la meilleure photographie
- Festival de Cannes 1999 : sélection officielle, en compétition
- Festival international du film de Singapour 2000 : Sélection en compétition